# Lőrincz Gabriella
Lőrincz Gabriella (Kolozsvár, 1959. január 21. –) magyar bemondó, műsorvezető, szerkesztő.

## Életrajza
Szüleivel 1965-ben költöztek Magyarországra. Általános iskolába Ajkán járt, angol szakos gimnáziumi tanulmányait Pécsett végezte, ahol érettségi vizsgát tett, majd a Színművészeti Főiskolán tett sikertelen felvételije után a budapesti bölcsészkaron szerzett diplomát. 
1982-től dolgozott a Magyar Televíziónál, ahol először bemondó, majd műsorvezető volt, illetve szerkesztő. Az 1980-as évek második felében a popzenével is próbálkozott: énekelt, szöveget írt és dalokat is szerzett. Az 1990-es években alapított iskolát azok számára, akik a televíziós műfajok iránt érdeklődtek, ezt öt éven keresztül működtette. Budapesten él a férjével.

## Munkássága

### Televíziós munkáiból
- Világokon át – Barangolás a metafizika birodalmában (12 részes televíziósorozat)
- Agrárvilág
- Zsebtévé
- Behár György-est (műsorvezető)

## Lemezei
- Z’Zi Labor – A Zizi Bolygó Titka – Hungaroton, LP, Album (1987)
- Hetedik kontinens – (Lőrincz Gabriella–Orosz László) – ELTEX Kisszövetkezet, LP, Album (1989)

## Külső hivatkozások
- Újságcikkek
- Archiválva 2008. november 13-i dátummal a Wayback Machine-ben